# Platymetopius guttatus
Platymetopius guttatus är en insektsart som beskrevs av Franz Xaver Fieber 1869. Platymetopius guttatus ingår i släktet Platymetopius, och familjen dvärgstritar. Arten är reproducerande i Sverige.